# La prisonnière
La prisonniére ist ein französischer Gefängnis-Porno-Spielfilm des Regisseurs Franck Vicomte aus dem Jahr 2017.

## Handlung
Clea ist eine Betrügerin und wird ins Gefängnis gesteckt. Aber diese Situation wird sich schnell als Chance für sie herausstellen. Was gibt es Schöneres als einen Aufenthalt im Gefängnis, um ihre Fähigkeiten wirklich zu testen und neue Erfahrungen zu machen. Sie entdeckt einen idealen Spielplatz um ihre manipulierenden Talente zu trainieren. In Anbetracht der sexuellen Abweichungen der Wachen, insbesondere der von Valentina, der Direktorin des Gefängnisses, wird sie diese verbotenen Praktiken als Vorteil nutzen, um ihr Leben hinter Gittern zu verbessern.

## Auszeichnungen
- 2019: AVN Award – Best Foreign-Shot Anal Sex Scene[1]